# Flemming Jørgensen
Flemming Jørgensen (ur. 7 lutego 1947 w Randers, zm. 1 stycznia 2011 w Egå) – duński aktor, piosenkarz.
Jørgensen najbardziej znany był jako wokalista zespołu Bamses Venner. W ostatnich latach wydał także kilka solowych albumów, ostatni nazywał się Tæt pa z 2010. Jørgensen był częścią duńskiej sceny muzycznej od ponad 35 lat i sprzedał ponad 3,5 miliona albumów.
Flemming Jørgensen od czasu do czasu pracował jako aktor i 1986 otrzymał nagrodę Robert dla najlepszego aktora drugoplanowego w filmie Ofelia kommer til byen. Flemming Jørgensen zmarł na miesiąc przed swoimi 64. urodzinami we wczesnych godzinach porannych 1 stycznia 2011 na zawał serca.

## Dyskografia
- Solen skinner (1979)
- Bamse Live I (1980)
- Bamse Live II (1980)
- Lige nu (1987)
- 1988 (1988)
- Lidt for mig selv (1994)
- Jul på Vimmersvej (1995)
- Stand By Me (1999)
- Always on My Mind (2001)
- Be My Guest (2005)
- Love Me Tender (2007)
- Tæt på (2010)